# Жената демон
„Жената демон“ (на японски: 鬼婆) е японски филм на ужасите от 1964 година на режисьора Кането Шиндо по негов собствен сценарий.
В центъра на сюжета са млада жена и нейната свекърва по време на продължителен период на войни в Япония през XIV век, които живеят в изолирана местност и се прехранват като убиват и обират заблудили се войници. След завръщането от война на техен съсед младата жена започва любовна връзка с него, а възрастната се опитва да ги раздели, използвайки маската на убит от нея самурай, която обаче се сраства с лицето ѝ. Главните роли се изпълняват от Нобуко Отова, Джицуко Йошимура, Кей Сато.